# Union Covered Bridge State Historic Site
Die Union Covered Bridge State Historic Site ist ein State Park im Monroe County des US-Bundesstaates Missouri. Nach zwei Fehlschlägen mit ungedeckten Brücken wurden 1870 vom Monroe County Court für 5000 US-Dollar zwei gedeckte Brücken über den Elk Fork und den North Fork des Salt River in Auftrag gegeben.

## Geschichte, Daten und Beschreibung
Joseph C. Elliot lieferte die Baupläne für die Union Covered Bridge, die als einzige im Burr-Arch-Fachwerk nach Theodore Burr in Missouri erhalten geblieben ist. Die anderen drei erhaltenen gedeckten Brücken entstanden nach Entwürfen des William Howe im Howe-Truss-Design. Die Baumstämme der Brücke sind aus Eichenholz der Umgebung. Die Latten für die Seitenwände und die Holzschindeln für das Dach sind handgefertigt. Die Holzbrücke ist 120 Fuß lang, 17,5 Fuß breit und 12 Fuß hoch, sie entsprach damit den Anforderungen für den Lichtraum eines beladenen Heuwagens.
Der Vorteil einer gedeckten Brücke gegenüber einer ungedeckten liegt im Wetterschutz. Im sommerlichen Klima besteht die Gefahr von Fäulnis, während im Winter Glatteis und Frostschäden drohen. Zusätzlich verbessert die Bauweise die Statik. Für den Viehtrieb waren die geschlossenen Seitenwände eine Erleichterung, weil die Tiere weniger nervös waren, wenn sie den Fluss nicht unter sich sehen konnten. Die Seitenwände wurden auch als Anschlagflächen benutzt, um Werbeplakate daran zu befestigen oder sie zu beschriften oder zu bemalen. Im Lauf der Jahre wurden viele Holzbrücken durch Metallbrücken abgelöst, die stabiler und weniger witterungsanfällig waren.
Die Union Covered Bridge hat des Öfteren Hochwasser, Feuer und Verfallserscheinungen überstanden. In den späten 1960er Jahren war ihr Zustand schon bedenklich, jedoch wurde das Missouri State Park Board 1968 ermächtigt, sich um die zu diesem Zeitpunkt noch verbliebenen Brücken, ihre Restaurierung und ihren Unterhalt zu kümmern. Die Holzbrücke wurde teilweise auch mit Resten der Mexican Covered Bridge restauriert. Diese fünfte gedeckte Brücke in Missouri fiel kurze Zeit nach dem Beschluss zur Rettung einem Hochwasser zum Opfer.
Zwei Jahre später, 1970 wurde die Union Covered Bridge für den Kraftfahrzeugverkehr gesperrt, nachdem Lkw Schäden an der Brückenstruktur verursacht hatten. Ebenso 1970 wurde die Union Covered Bridge offiziell ins National Register of Historic Places eingetragen. Bei einer zweiten Restaurierung 1988 erfolgte der Austausch morscher Balken, windschief verzogener Seitenteile und die Reparatur von Verbindungselementen.
Benannt wurde die gedeckte Brücke nach einer nahe liegenden Union Church. Sie diente fast 100 Jahre lang als wichtiges Verkehrsbauwerk und darüber hinaus auch als Landmarke, Behelfs-Scheune und Plakatwand. Im 21. Jahrhundert ist die historic site ein Zeuge der Geschichte, ein Ausflugsziel und Schauplatz für Hochzeiten.